# Seth Everman
Seth Everman (egentligen Set Erik Adrian Summanen), född den 19 oktober 1993 i Stockholm, är en svensk musiker och youtubare som är känd för sina musikparodier. Everman medverkade som prisutdelare vid P3 Guld-galan 2020.
Han är son till filmklipparen Lasse Summanen och Ametist Holmström.